# Харсеной
Харсеной (рос. Харсеной) — село у Шатойському районі Чечні Російської Федерації.
Населення становить 160 осіб. Входить до складу муніципального утворення Харсенойське сільське поселення.

## Історія
Згідно із законом від 20 лютого 2009 року органом місцевого самоврядування є Харсенойське сільське поселення.

## Населення
| 1990 | 2002 | 2010 |
| ---- | ---- | ---- |
| 124  | ↘0   | ↗160 |